# Бархударян, Патвакан Андреевич
Патвакан Андреевич Бархударян (арм. Պատվական Անդրեյի Բարխուդարյան) (31 августа 1898, Джалалоглы, Российская империя — 13 января 1948, Ереван, Армянская ССР, СССР) — советский и армянский режиссёр, сценарист, актёр. Заслуженный артист Армянской ССР (1938).

## Биография
Родился 31 августа 1898 года в Джалалоглы (ныне Степанаван). Участник Первой Мировой войны, проходил службу на Турецком фронте с 1917 по 1919 год, затем — в Красной Армии. Окончил школу актёрского мастерства в Тифлисе. Начиная с 1923 года работал на Ереванской киностудии актёром и ассистентом режиссёра, а с 1927 года — режиссёром. В 1935 году переехал в Москву и поступил на режиссёрский факультет ВГИКа, который он окончил в 1937 году. Всего принял участие в 11 работах в кино.
Скончался 13 января 1948 года в Ереване.

## Фильмография

### Режиссёр
- 1927 — Злой дух + актёр
- 1928 —
  - Пять в яблочко + сценарист
  - Шестнадцатый + сценарист
- 1930 — Под чёрным крылом + сценарист
- 1931 — Кикос + сценарист
- 1932 — Две ночи
- 1933 — Дитя солнца + сценарист
- 1939 — Горный поток + сценарист
- 1941 — Армянский киноконцерт + сценарист
- 1946 — Второй армянский киноконцерт + сценарист

### Сценарист
- 1932 — Курды-езиды

## Избранные роли в кино
- 1923 — Красные дьяволята — махновец
- 1926 — Савур-могила — Фриц Пифке, махновец
- 1926 — Злой дух — эпизод